# Gennadi Alexandrowitsch Gussarow
Gennadi Alexandrowitsch Gussarow (russisch Геннадий Александрович Гусаров; * 11. März 1937 in Moskau; † 2. Juni 2014 ebenda) war ein russischer Fußballspieler, der zu Beginn seiner Laufbahn im Angriff und später vorwiegend im offensiven Mittelfeld agierte.

## Laufbahn

### Verein
Gussarow begann seine Laufbahn als Erwachsenenfußballer 1957 bei seinem „Heimatverein“ Torpedo Moskau, mit dem er 1960 sowohl den sowjetischen Meistertitel als auch den sowjetischen Pokalwettbewerb gewann. 1960, als er mit Torpedo Meister wurde und 1961, als die Vizemeisterschaft errungen wurde, war Gussarow jeweils der erfolgreichste Torjäger der Wysschaja Liga.
Zum Spieljahr 1963 wechselte er zum Stadtrivalen Dynamo Moskau, mit dem er ebenfalls je einmal den Meistertitel (1963) und den Pokalwettbewerb (1967) gewann.
Nach seinem Weggang von Dynamo Moskau verbrachte er die letzten drei Spielzeiten seiner Laufbahn von 1969 bis 1971 bei Dynamo Barnaul.

### Nationalmannschaft
Zu seinem ersten Länderspieleinsatz für die Fußballnationalmannschaft der UdSSR kam Falin am 24. Juni 1961 in einem Testspiel gegen Argentinien, das torlos endete und in dem Torpedo mit fünf Spielern das Gerüst der Sbornaja bildete.
Bereits bei der Fußball-Weltmeisterschaft 1958 gehörte Gussarow zum Aufgebot der sowjetischen Auswahlmannschaft, war aber nicht zum Einsatz gekommen. Auch bei der Fußball-Weltmeisterschaft 1962 wurde Gussarow in den WM-Kader der UdSSR berufen, war aber ebenfalls nicht eingesetzt worden.
Seinen letzten Länderspieleinsatz absolvierte Gussarow bei einem der erfolgreichsten Turniere aus sowjetischer Sicht, als er das Halbfinalspiel der Fußball-Europameisterschaft 1964 gegen Dänemark bestritt, das 3:0 gewonnen wurde. Im Finale unterlag der Titelverteidiger dann Gastgeber Spanien mit 1:2.

## Erfolge

### Verein
- Sowjetischer Meister: 1960, 1963
- Sowjetischer Pokalsieger: 1960, 1967

### Persönliches
- Torschützenkönig der sowjetischen Liga: 1960, 1961